# Tygelsparv
Tygelsparv (Peucaea mystacalis) är en fågel i familjen amerikanska sparvar inom ordningen tättingar. Den är endemisk för Mexiko. Arten har ett begränsat utbredningsområde och minskar i antal, men beståndet anses vara livskraftigt.

## Utseende och läte
Tygelsparven är en medelstor (15–16,5 cm) sparv med rätt lång näbb och en lång, kilformad stjärt. Huvudet är ljusgrått med kontrasterande vit fläck på tygeln, vitt mustaschstreck och svart strupe. På ovansidan är ryggen brun med svarta strimmor och rostrött på skapularer och övergump. På undersidan är den grå på övre delen av bröstet, vit på buken och beigefärgad på flanker och undre stjärttäckare. Könen är lika.

## Utbredning och systematik
Fågeln återfinns på den arida centrala mexikanska platån (från Puebla till Oaxaca). Den behandlas som monotypisk, det vill säga att den inte delas in i några underarter.

### Släktestillhörighet
Tidigare placerades arten i släktet Aimophila, men genetiska studier visar att arterna i släktet inte är varandras närmaste släktingar.

### Familjetillhörighet
Tidigare fördes de amerikanska sparvarna till familjen fältsparvar (Emberizidae) som omfattar liknande arter i Eurasien och Afrika. Flera genetiska studier visar dock att de utgör en distinkt grupp som sannolikt står närmare skogssångare (Parulidae), trupialer (Icteridae) och flera artfattiga familjer endemiska för Karibien.

## Levnadssätt
Tygelsparven hittas i halvöppna torra buskmarker och igenvuxna gräsmarker. Den ses i par eller i smågrupper, mestadels på eller nära marken. Födan består av frön och leddjur, men har också setts ta nektar från blommande träd.

## Status
Tygelsparven har ett relativt begränsat område och en liten världspopulation uppskattad till mellan 20 000 och 50 000 vuxna individer. Den tros också minska i antal, dock inte tillräckligt kraftigt för att anses vara hotad. IUCN kategoriserar arten som livskraftig.